# 自動除霜

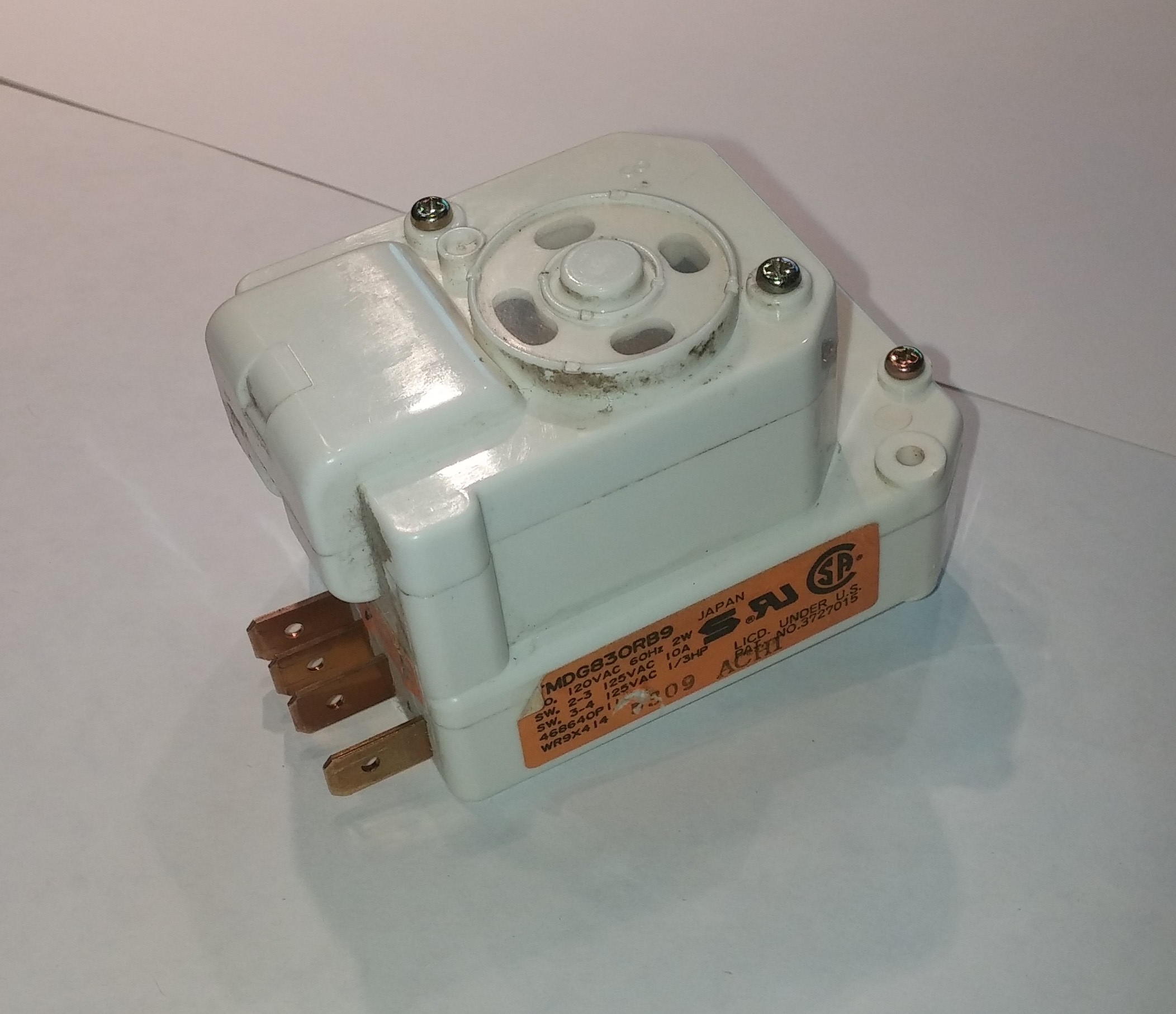
家中冰箱的除霜計時器

自動除霜是冰箱的蒸發器定期除霜的技術。這類的冰箱會稱為「無霜冰箱」。作法是加熱冷卻元件一小段時間，融化上面形成的霜。除霜可以由電子計時器或是電機型計時器控制。壓縮機每運作6小時（或8、10、12、24小時），會打開除霜加熱器15分鐘到30分鐘。
除霜加熱器的功率多半是350 W到600 W，若是上下型的冰箱會裝在冷卻元件的下方。會透過會熔斷的接線防止其短路。早期的冰箱中，計時器會持續運作，新型的冰箱只有在壓縮機運行時才會讓加熱器計數，因此冰箱的門越不常開，加熱器運作的時間越短，也越省電。當蒸發器溫度高於設定溫度（例如5°C）時，除霜加熱器的溫度開關就會切斷加熱迴路，避免過度加熱。除霜計時器會在壓縮機打開或是除霜加熱器打開時計時，但兩者不會同時打開。
在冰箱內會透過一到多個风扇讓空氣循環。典型的設計會讓冷空氣從冷凍區抽到冷藏區，再循環冷凍區。空氣循環有助於冷凍區冰或是霜的升华。在除霜時會關閉風扇，以免因熱空氣讓食物無法保持低溫。
傳統的冷卻元件會放在冰箱的內裡中，而除霜元件會在內裡的後面或是下方。因此可以短時間加熱讓冷卻元件的霜除去，不會加熱冰箱中的內容物。

## 應用
此一技術最早是用在冷藏庫中，後來也有用在冷凍庫裡。
有冷藏庫及冷凍庫的冰箱，若只有冷藏庫有除霜功能，一般會稱為「半自動除霜」，一般會在冷藏庫蒸發器下方放集水盒，承接融化的水。若是冷藏庫和冷凍庫都有除霜功能，會稱為是「無霜冰箱」。後者一般會讓冷凍庫內的空氣可以流到冷藏庫，用擋板來調節。因此一定量的冷凍庫空氣會流到冷藏庫。有些舊式的冰箱，冷藏庫的空氣無法流到冷凍庫。這類冰箱會有獨立的冷卻系統（例如冷凍庫有蒸發器、除霜加熱器以及循環扇，冷藏庫有冷卻板或其他的蒸發器。
自動除霜的冰箱一般都有加熱元件來除霜，會有集水盒收集冰融化後產生的水，會有叶時器關閉壓縮機，並且打開除霜加熱器，大約15至30分鐘，會有溫控開關，在加熱器溫度過高但除霜時間還沒結束時提早關閉加熱器。有些還有排水加熱器，以免集水盒排的水結冰，阻塞排水道。
有些冰箱會用熱氣代替電子加熱器，會在除霜循環時讓蒸發器及冷凝器對調。有些系統會用凝結器產生的熱空氣來除霜，這需要有額外迴路以及三向閥的設計。熱空氣很快就會加熱冷卻元件，並且除霜。像冰淇淋櫃就會使用這種除霜方式。
有些較新型的冰箱或冷凍庫有電腦會計算門開了幾次，以此來規劃除霜行程，減少能源使用。

## 優點
- 不需人工除霜。
- 比較容易看到食物的包裝。
- 冷凍的食物不會黏在一起。
- 比較不會有異味，尤其是全自動除霜的冰箱（因為空氣會一直循環）。
- 溫度管理較好。

## 缺點
- 若除霜使用量大，或門常常打開，耗電量會比較大，電費也會比較高[1]。
- 需要熱切換的安全開關，避免加熱元件過熱。
- 增加了電子及機構的元件，增加複雜度，因此更容易損壞。
- 在除霜過程中，冷凍庫的溫度也會上昇，尤其是冷凍庫東西不多的情形下，可能會讓其中物品部份解凍又再冷凍，造成凍燒（英语：freezer burn）。
- 若是熱而潮濕的天氣，冰箱門的附近可能會有水氣凝結。
- 在除霜計時器計時結束時，有可能還沒有完全除霜（特別是熱而潮濕的天氣，又常常開冰箱門的情形），讓冷凝管中還有冰或是霜，這會影響冰箱的機能。

在實驗室中，若是要儲存像是酶之類，對溫度敏感的物質，不能用自動除霜的冰箱，因為溫度循環會破壞其特性。此外，若包裝不夠緊，水可能會從容器中蒸發，影響反應物浓度。若是可燃的化學物質，也不可以用自動除霜冰箱。

## 外部連結
- Original 1927 Patent （页面存档备份，存于）
- Frost-free page on howstuffworks （页面存档备份，存于）